# Andrea Bolognesi
Andrea Bolognesi (Genova, 1775 – Arequipa, 27 agosto 1834) è stato un compositore e musicista italiano.
Padre dell'eroe peruviano Francisco Bolognesi, si è distinto come insegnante di musica, violoncellista, organista, direttore d'orchestra e di coro. 

## Biografia
Figlio di Giuseppe Bolognesi e Benedetta Campanella, andò in Portogallo e prestò servizio come maestro di cappella nella cattedrale di Lisbona. Fu anche insegnante di violoncello per il principe João de Bragança (il futuro re Giovanni VI del Portogallo).
Si trasferì in America latina per essere concertista a Santiago del Cile, dove godette di buon successo. Uno dei suoi ammiratori fu Mateo de Toro Zambrano, Conte della Conquista, Reale Governatore del Cile (1810) e presidente del primo Consiglio di Governo Nazionale.
Nel 1807 si trasferì a Lima. Il suo prestigio lo portò ad essere nominato Maestro della Cappella Musicale della Cattedrale il 16 settembre di quell'anno, con uno stipendio annuale pari a 600 pesos. Quindi riunì e organizzò il primo gruppo lirico a Lima, che contava artisti locali e italiani, gruppo col quale presentò per una stagione (1812) Il matrimonio segreto del Cimarosa, e altre opere molto apprezzate dal pubblico.  
Fu uno dei firmatari dell'Atto di Indipendenza del Perù il 15 luglio 1821. Diresse quindi il coro e i musicisti che accompagnarono la cerimonia religiosa che ne seguì, il 28 luglio dello stesso anno. 
Nel 1823 ottenne quattro mesi di permesso retribuito e si recò ad Arequipa, dove rimase per diversi anni, probabilmente in seguito di mutamenti politici. Rientrò a Lima nel 1830 dove fu ben accolto, e tre anni più tardi tornò ad Arequipa.
Abbandonata la musica, si dedicò al commercio della coca e della china, attività che lo costrinse a lunghi viaggi a Puno e Cuzco. La sua debole costituzione mal sopportò questi sforzi, e il Bolognesi morì l'anno successivo.

## Vita privata
Il 13 giugno 1814 si sposò nella parrocchia San Sebastian di Lima con Juana de Cervantes y Pacheco, nativa di Arequipa e figlia di un ricco commerciante.
Con lei aveva già avuto una figlia, Margherita, che riconobbe, e poi ebbe altri sei figli, il primo dei quali, Francisco, diventerà un eroe nazionale peruviano.